# Elevator
En elevator er et transportinstrument der bruges til at flytte mennesker eller gods vertikalt.
Den måske første elevator i Danmark blev installeret i Hotel d’Angleterre i 1875. En mere kendt elevator blev installeret i Tuborgflasken, der var opstillet på Rådhuspladsen i anledning af Den Nordiske Industri-, Landbrugs- og Kunstudstilling i Kjøbenhavn 1888.[kilde mangler]
Disse to elevatorer og mange andre blev drevet af vandtryk. Først da der blev etableret elektricitetsværker, blev de fleste elevatorer elektriske til at flytte kabinen op og ned. Et lille antal bruger lineære motorer, og pneumatiske elevatorer findes også.
Iflg. bygningsreglementets § 244 skal der i nyt etagebyggeri på mindst tre etager installeres elevator.
Ordet elevator anvendes også om transport af korn i havne, om endeløse bånd med kopper på gravemaskiner og flere andre steder, hvor løse ting skal flyttes.